# 제8회 DMZ국제다큐영화제
제8회 DMZ국제다큐영화제는 2016년 9월 22일에 열린 시상식이다.

## 수상 및 후보

### 국제경쟁 - 흰기러기상
- 더즈 후 점프 - 아부 베이커 사이디베 외 1명 수상

### 국제경쟁 - 심사위원 특별상
- 세계가 충돌할 때 - 매튜 오젤 외 1명 수상

### 아시아경쟁 - 아시아 시선상
- 붉은 옷 - 찬 리다 수상

### 한국경쟁 - 최우수한국다큐멘터리상
- 공동정범 - 이혁상 외 1명 수상

### 한국경쟁 - 심사위원 특별상
- 그럼에도 불구하고 - 김영조 수상

### 청소년 경쟁 - 최우수상
- 9와 0 사이 - 김수민 수상

### 청소년 경쟁 - 우수상
- 그건 사랑이었네 - 민지오 수상

### 청소년 경쟁 - 특별언급
- 영돼와 돼영이 - 김태영 수상

### 특별상 - 용감한 기러기상
- 침묵 - 박수남 수상

### 특별상 - 아름다운 기러기상
- 앙뚜 - 문창용 수상

### 특별상 - 관객상
- 공동정범 - 이혁상 수상

### 국제경쟁
- 뎁스 투 - 오그젠 글라보닉
- 어느 독일인의 삶 - 크리스티앙 크로네 외 2명
- 침묵을 찾아서 - 패트릭 쉔
- 소년을 위한 나라는 없다 - 피에터-잔 드 푸에
- 너무 많이 본 남자 - 트리샤 지프
- 사랑의 덫 - 마커스 베터 외 1명
- 어 시리안 러브 스토리 - 숀 맥앨리스터
- 더즈 후 점프 - 아부 베이커 사이디베 외 1명
- 세계가 충돌할 때 - 매튜 오젤
- 더 높이 날아올라 - 이사벨 람베르티
- 사랑, 광기 그리고 죽음에 관한 어떤 이야기 - 미하엘 부스토스
- 그레이스 오브 갓 - 크리스티앙 로줌피에르
- 브루클린 다리 위의 하얀깃발 - 미샤 라인카우프
- 그 땐 - 다니엘 쉴러
- 머리 감겨주는 여자 - 아이리스 자키

### 한국경쟁
- 깨어난 침묵 - 박배일
- 올 리브 올리브 - 김태일 외 1명
- 안녕 히어로 - 한영희
- 이태원 - 강유가람
- 핵마피아 - 김환태
- 옥주기행 - 김응수
- 공동정범 - 김일란 외 1명
- 그럼에도 불구하고 - 김영조

### 아시아경쟁
- 다마키 가족의 봄 - 황 인위
- 델리에서 잠드는 법 - 샤우낙 센
- 훌리건 스패로우 - 난푸 왕
- 마지막 반란 - 리아오 지안-화
- 마지막 공산주의자 - 도안 홍 레
- 붉은 옷 - 찬 리다
- 보이지 않는 도시, 홍콩 - 왕 보 외 1명
- 마이 레그 - 콘 소에 모에 엉
- 선장 솔레이만 - 사닷 알리 사이드 푸어

### 청소년경쟁
- 19禁 - 안수현 외 2명
- 엄마의 상자 - 허윤
- 9와 0 사이 - 김수민
- 영돼와 돼영이 - 김태영
- 그건 사랑이었네 - 민지오
- 수필 - 김영총

### 글로벌 비전
- 상하이 청춘 - 왕 빙
- 카메라를 든 사람 - 커스틴 존슨
- 클로드 란즈만: 쇼아의 유령 - 아담 벤진
- 모든 얼굴엔 이름이 있다 - 매그너스 게텐
- 잭슨 하이츠에서 - 프레더릭 와이즈먼
- 러브 트루 - 엘머 하렐
- 휴먼 - 얀 아르튀스-베르트랑
- 더 로드 - 짱짠뽀
- 쌀의 노래 - 우루퐁 락사사드
- 우리는 보안관 - 로먼 본다르추크
- 주크 - 스펜서 윌리암스의 여정 - 톰 앤더슨
- 우리가 한 때 가졌던 생각 - 톰 앤더슨
- 찬란히 빛나는 - 쟝 크리스토프 피셔
- 행동하는 예술 - 덴 레프톤
- 풋볼 브라더스 - 마르신 필리보비츠
- 감옥에서 만난 자유 - 케롤라이나 코랄 파르디스

### 한국다큐쇼케이스
- 아티스트 - 김선영
- 촌구석 - 태준식
- 앙뚜 - 문창용 외 1명
- 그녀들의 점심시간 - 구대희
- 용왕궁의 기억 - 김임만
- 노후 대책 없다 - 이동우
- 난잎으로 칼을 얻다 - 임경희
- 가현이들 - 윤가현
- 7년-그들이 없는 언론 - 김진혁
- 사람이 산다 - 송윤혁
- 고려 아리랑: 천산의 디바 - 김소영
- 바람커피로드 - 현진식
- 빙빙 - 임철민
- 적막의 경관 - 오민욱
- 골목의 이야기 - 권순현

### DMZ비전
- 마담 B - 윤재호
- 사람이 하늘이다 - 김대실
- 프로파간다 게임 - 알바로 로고리아
- 하늘색 심포니 - 박영이
- 황색바람 - 조현준
- 그 날 - 정수은

### 다큐패밀리
- 퓨쳐 베이비 - 마리아 엘레마브스키
- 유튜브 신데렐라 - 이도 하르
- 남아있는 나날 - 실뱅 비겔레이슨
- 스페셜 원 - 라민 오아
- 축구장 가는 길 - 세르히오 옥스만
- 링 위의 촐리타 - 하리 그레이스
- 소년이 되는 법 - 엘스 판 드릴
- 할매축구단 - 라라 앤 드 웻
- 보이첵, 파일럿이 되다 - 바르텍 트레즈나
- 나는 대리모입니다 - 코디 아트슨 외 1명
- 아야의 하루 - 아멜리아 노
- 알바트로스 - 스베레 크벰
- 눈을 감으면 - 메이 오다하 외 1명
- 테픽, 넘어져도 다시 일어날 수 있어 - 얀닉 하스트로프 외 1명
- 살아있는 숲 - 마크 실버
- 집처럼 따스한 별 아래 - 아넬루어 반 힘스트라
- 로봇 강아지, 아이보 - 드레아 쿠버 외 1명
- 아버지의 유산 - 샬롯 티스-에반슨
- 꿈으로 가득한 - 마리카 드 욘

### 다큐초이스
- 일본해방전선, 산리즈카의 여름 - 오가와 신스케
- 산리츠카 - 제2요새의 사람들 - 오가와 신스케
- 산리츠카 - 헤타 마을 - 오가와 신스케
- 산리즈카에 살다: 나리타 이야기 - 오츠 코시로 외 1명
- 블랙 화이트 + 그레이 - 제임스 크럼프
- 블랙 마운틴 컬리지 - 캐서린 데이비스 좀머 외 1명
- 게르하르트 리히터의 회화 - 코린나 벨츠
- 백만 번 산 고양이 - 고타니 다다스케
- 책방의 풍경 - 허우 치얀
- 퀴어 서점에 오신 걸 환영합니다 - 레리 퉁

### 특별기획
- 동학농민혁명 고추와 라이플 총 - 마에다 겐지
- 22 - 궈커
- 가라유키상 - 이마무라 쇼헤이
- 기억과 함께 산다 - 도이 토시쿠니
- 오키나와의 할머니 - 야마타니 테츠오
- 50년간의 비밀: 대만 위안부이야기 - 양 지아윈
- 침묵 - 박수남
- 갈대의 노래 - 시우-칭 우

### 아시아 청년다큐멘터리 공동제작
- 동지를 위한 행진 - 대만국립예술대학팀
- 그림자 놀이 - 바오 만후아
- 리턴 - 미사와 타쿠야
- 언더커버 파라다이스 - 최인아

### 청소년 다큐제작워크숍 수료작
- 구 - 이슬기
- 1303 - 이승주
- 5시 24분 - 방나연
- 5월은 푸르구나 - 박연수
- 비둘기 - 길혜주
- 멋 - 엄윤상
- 선물 - 이승애
- One, the Others - 이승열
- 여성혐오가 뭘까? - 이유신
- 쓰리, 고 - 이준섭
- 운전하자. 브레이크 밟지 않고 - 장미소
- 그것이 알고싶다, 싸우는 모녀 - 전혜진
- 괴짜할배 - 최현지
- 媼媽(온마) - 나수민
- 꽃처럼 아름다운 그대에게 - 임유경
- 기쁘지 아니한가 - 서지우
- 별이 되고 싶은 불가사리들 - 백유정
- 내가 고흐에게 - 박지윤
- 가족휴가는 1년전까지.. - 이민서
- 대화의 페달 - 나요한
- 학교 그리고 3년 - 구명준
- 파워프랜즈 - 박대혁
- 아버지와 나의 사정 - 한서영
- 우리 집 속 정글 - 장윤석
- 태극기에 대하여 경례 - 박시영
- 미정 - 임유진
- 친애하는 - 조하린
- 좋은 덕후 나쁜 덕후 이상한 덕후 - 최승민
- 아비앙또 - 임표정
- 검은프레임 - 박승희
- 그루잠 - 심현수
- 이갈이 - 장준혁
- 나의 귀여운 달팽이 - 신미래
- 그를 아십니까? - 정이든
- 광화문에서 - 허윤
- 일직선 - 이만기
- 행복 - 이정우
- 빅 이슈 - 김여진
- 다이어트 - 송지연
- 여유 - 김찬빈